# Summer Grand Prix di salto con gli sci 2019
Il Summer Grand Prix di salto con gli sci 2019 è stata la ventiseiesima edizione della manifestazione organizzata dalla Federazione Internazionale Sci, l'ottava a prevedere un circuito di gare femminili.
La stagione maschile è iniziata il 20 luglio 2019 a Wisła, in Polonia, e si è conclusa il 5 ottobre 2019 a Klingenthal, in Germania. Sono state disputate tutte e 8 le gare individuali e 2 a squadre, in 7 differenti località: 5 su trampolino lungo e 2 sul trampolino normale. Il polacco Dawid Kubacki ha vinto il trofeo finale, mentre il russo Evgenij Klimov era il detentore uscente della Coppa generale.
La stagione femminile è iniziata il 26 luglio 2019 a Hinterzarten, in Germania, e è conclusa il 18 agosto 2019 a Frenštát pod Radhoštěm, in Repubblica Ceca. Sono state disputate tutte e 3 le gare individuali in programma, in 3 differenti località: 2 su trampolino normale e 1 su trampolino lungo. La giapponese Sara Takanashi, detentrice uscente della Coppa generale, e la slovena Nika Križnar hanno concluso la stagione al primo posto a pari punti, ma il trofeo è stato assegnato alla giapponese in quanto vantava un maggior numero di vittorie.
È stata disputata anche una competizione a squadre mista su trampolino normale.

## Uomini

### Risultati
| Data              | Località     | Nazione  | Trampolino             | Spec. | Primo                                                               | Secondo                                                  | Terzo                                                                                   |
| ----------------- | ------------ | -------- | ---------------------- | ----- | ------------------------------------------------------------------- | -------------------------------------------------------- | --------------------------------------------------------------------------------------- |
| 20 luglio 2019    | Wisła        | Polonia  | Malinka HS134          | TL LH | Polonia Piotr Żyła Aleksander Zniszczoł Kamil Stoch Dawid Kubacki   | Slovenia Tilen Bartol Anže Lanišek Peter Prevc Timi Zajc | Norvegia Johann André Forfang Robin Pedersen Marius Lindvik Daniel-André Tande          |
| 21 luglio 2019    | Wisła        | Polonia  | Malinka HS134          | LH    | Timi Zajc                                                           | Dawid Kubacki                                            | Evgenij Klimov                                                                          |
| 27 luglio 2019    | Hinterzarten | Germania | Rothaus-Schanze HS108  | NH    | Karl Geiger                                                         | Gregor Schlierenzauer                                    | Richard Freitag                                                                         |
| 10 agosto 2019    | Courchevel   | Francia  | Tremplin du Praz HS135 | LH    | Timi Zajc                                                           | Robert Johansson                                         | Naoki Nakamura                                                                          |
| 17 agosto 2019    | Zakopane     | Polonia  | Wielka Krokiew HS140   | TL LH | Giappone Naoki Nakamura Keiichi Satō Yukiya Satō Junshirō Kobayashi | Polonia Piotr Żyła Jakub Wolny Kamil Stoch Dawid Kubacki | Norvegia Halvor Egner Granerud Thomas Aasen Markeng Marius Lindvik Johann André Forfang |
| 18 agosto 2019    | Zakopane     | Polonia  | Wielka Krokiew HS140   | LH    | Kamil Stoch                                                         | Dawid Kubacki                                            | Yukiya Satō                                                                             |
| 23 agosto 2019    | Hakuba       | Giappone | Hakuba HS131           | LH    | Ryōyū Kobayashi                                                     | Yukiya Satō                                              | Keiichi Satō                                                                            |
| 24 agosto 2019    | Hakuba       | Giappone | Hakuba HS131           | LH    | Ryōyū Kobayashi                                                     | Keiichi Satō                                             | Yukiya Satō                                                                             |
| 29 settembre 2019 | Hinzenbach   | Austria  | Aigner HS90            | NH    | Dawid Kubacki                                                       | Philipp Aschenwald                                       | Piotr Żyła                                                                              |
| 5 ottobre 2019    | Klingenthal  | Germania | Vogtland Arena HS140   | LH    | Anže Lanišek                                                        | Marius Lindvik                                           | Piotr Żyła                                                                              |

Legenda:

LH = trampolino lungo

NH = trampolino normale

TL = gara a squadre

### Classifiche

#### Generale
| Pos. | Nome            | Nazione  | Punti |
| ---- | --------------- | -------- | ----- |
| 1    | Dawid Kubacki   | Polonia  | 305   |
| 2    | Yukiya Satō     | Giappone | 294   |
| 3    | Timi Zajc       | Slovenia | 268   |
| 4    | Ryōyū Kobayashi | Giappone | 261   |
| 5    | Karl Geiger     | Germania | 232   |
| 6    | Naoki Nakamura  | Giappone | 225   |
| 7    | Keiichi Satō    | Giappone | 213   |
| 8    | Piotr Żyła      | Polonia  | 205   |
| 9    | Evgenij Klimov  | Russia   | 195   |
| 10   | Marius Lindvik  | Norvegia | 173   |

#### Nazioni
| Pos. | Nazione   | Punti |
| ---- | --------- | ----- |
| 1    | Giappone  | 2185  |
| 2    | Polonia   | 1950  |
| 3    | Slovenia  | 1427  |
| 4    | Norvegia  | 1421  |
| 5    | Germania  | 1243  |
| 6    | Austria   | 851   |
| 7    | Russia    | 494   |
| 8    | Svizzera  | 311   |
| 9    | Rep. Ceca | 276   |
| 10   | Finlandia | 39    |

## Donne

### Risultati
| Data           | Località               | Nazione   | Trampolino             | Spec. | Primo          | Secondo          | Terzo            |
| -------------- | ---------------------- | --------- | ---------------------- | ----- | -------------- | ---------------- | ---------------- |
| 26 luglio 2019 | Hinterzarten           | Germania  | Rothaus-Schanze HS108  | NH    | Sara Takanashi | Maren Lundby     | Nika Križnar     |
| 9 agosto 2019  | Courchevel             | Francia   | Tremplin du Praz HS135 | LH    | Sara Takanashi | Chiara Hölzl     | Juliane Seyfarth |
| 18 agosto 2019 | Frenštát pod Radhoštěm | Rep. Ceca | Areal Horečky HS106    | NH    | Nika Križnar   | Juliane Seyfarth | Urša Bogataj     |

Legenda:

LH = trampolino lungo

NH = trampolino normale

### Classifiche

#### Generale
| Pos. | Nome              | Nazione  | Punti |
| ---- | ----------------- | -------- | ----- |
| 1    | Sara Takanashi    | Giappone | 200   |
| 1    | Nika Križnar      | Slovenia | 200   |
| 3    | Juliane Seyfarth  | Germania | 172   |
| 4    | Urša Bogataj      | Slovenia | 160   |
| 5    | Maren Lundby      | Norvegia | 125   |
| 6    | Chiara Hölzl      | Austria  | 98    |
| 7    | Lara Malsiner     | Italia   | 88    |
| 8    | Nozomi Maruyama   | Giappone | 81    |
| 8    | Joséphine Pagnier | Francia  | 81    |
| 10   | Špela Rogelj      | Slovenia | 78    |

#### Nazioni
| Pos. | Nazione   | Punti |
| ---- | --------- | ----- |
| 1    | Slovenia  | 715   |
| 2    | Giappone  | 563   |
| 3    | Germania  | 530   |
| 4    | Austria   | 314   |
| 5    | Norvegia  | 268   |
| 6    | Russia    | 248   |
| 7    | Italia    | 132   |
| 8    | Rep. Ceca | 107   |
| 9    | Francia   | 98    |
| 10   | Romania   | 51    |

## Misto

### Risultati
| Data           | Località     | Nazione  | Trampolino            | Spec. | Primo                                                              | Secondo                                                                 | Terzo                                                     |
| -------------- | ------------ | -------- | --------------------- | ----- | ------------------------------------------------------------------ | ----------------------------------------------------------------------- | --------------------------------------------------------- |
| 27 luglio 2019 | Hinterzarten | Germania | Rothaus-Schanze HS108 | TL NH | Germania Juliane Seyfarth Karl Geiger Agnes Reisch Richard Freitag | Giappone Nozomi Maruyama Junshirō Kobayashi Sara Takanashi Keiichi Satō | Slovenia Nika Križnar Peter Prevc Urša Bogataj Žiga Jelar |

Legenda:

NH = trampolino normale

TL = gara a squadre